# Sjetlina
Sjetlina (cyr. Сјетлина) – wieś w Bośni i Hercegowinie, w Republice Serbskiej, w mieście Sarajewo Wschodnie, w gminie Pale. W 2013 roku liczyła 123 mieszkańców.